# Bessanèse
 (septembre 2012).
Si vous disposez d'ouvrages ou d'articles de référence ou si vous connaissez des sites web de qualité traitant du thème abordé ici, merci de compléter l'article en donnant les références utiles à sa vérifiabilité et en les liant à la section « Notes et références ».
La Bessanèse ou Ouille de Bessanèse (en italien Uia di Bessanese) est un sommet des Alpes grées à 3 592 ou 3 601 ou 3 604 mètres d'altitude.

## Toponymie
Le nom « ouille » (en italien uia) dans le patois local, signifie « aiguille pointue », tandis que « Bessanèse » se réfère à Bessans, le village situé sur le versant français.

## Géographie

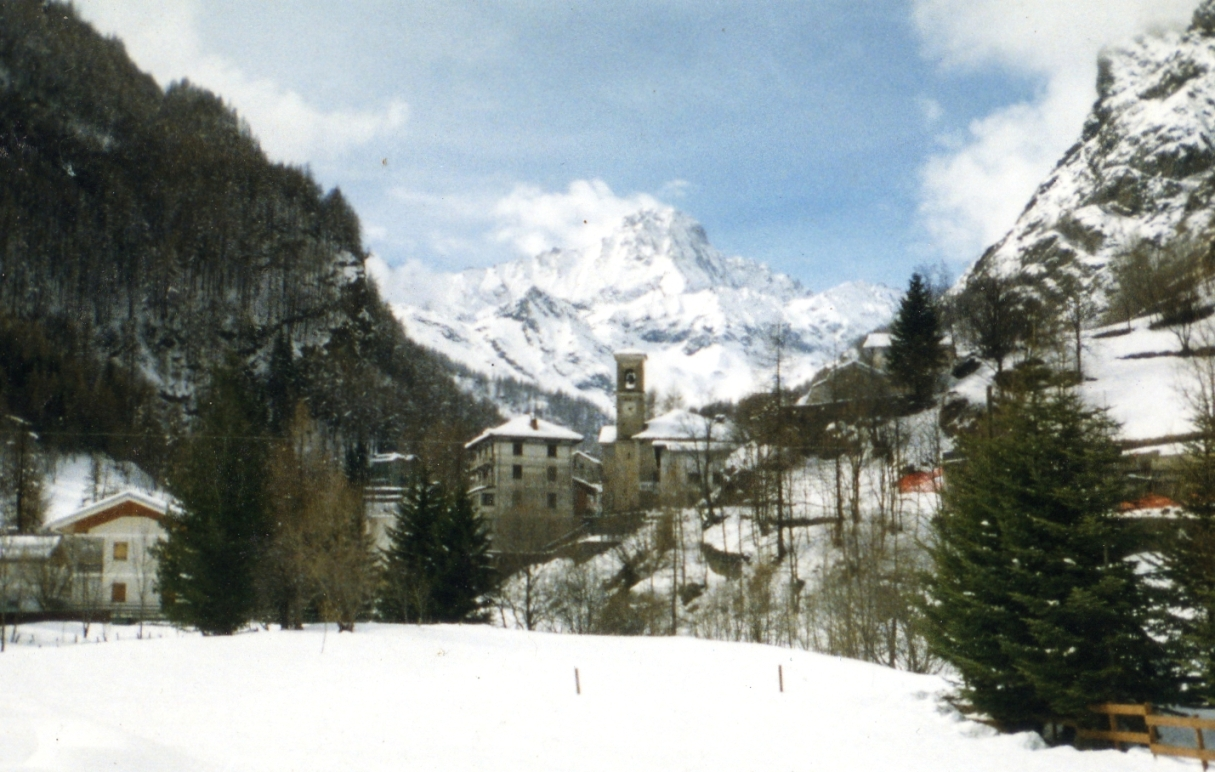
La Bessanèse vue depuis Barmes à l'est, en Italie.

Le sommet se situe sur la frontière entre la France à l'ouest et l'Italie à l'est, entre les communes de Bessans et de Barmes.
Il domine sur son versant français la vallée d'Avérole, vallée latérale à la vallée de la Maurienne. Il domine sur son versant italien le val d'Ala (it) en val de Lanzo.
La Bessanèse est entourée d'autres hauts sommets comme la pointe de Charbonnel (3 752 mètres) au sud-ouest sur l'autre versant de la vallée d'Avérole, l'Ouille d'Arbéron (3 563 mètres) au sud sur la même ligne de crête, l'Albaron (3 638 mètres) au nord et l'Ouille de Ciamarella (3 534 mètres) au nord-est en Italie.
La Bessanèse est un sommet important et bien connu des alpinistes, particulièrement en Italie. Une chanson connue localement s'appelle d'ailleurs La Bessanaise.

## Ascension et randonnée

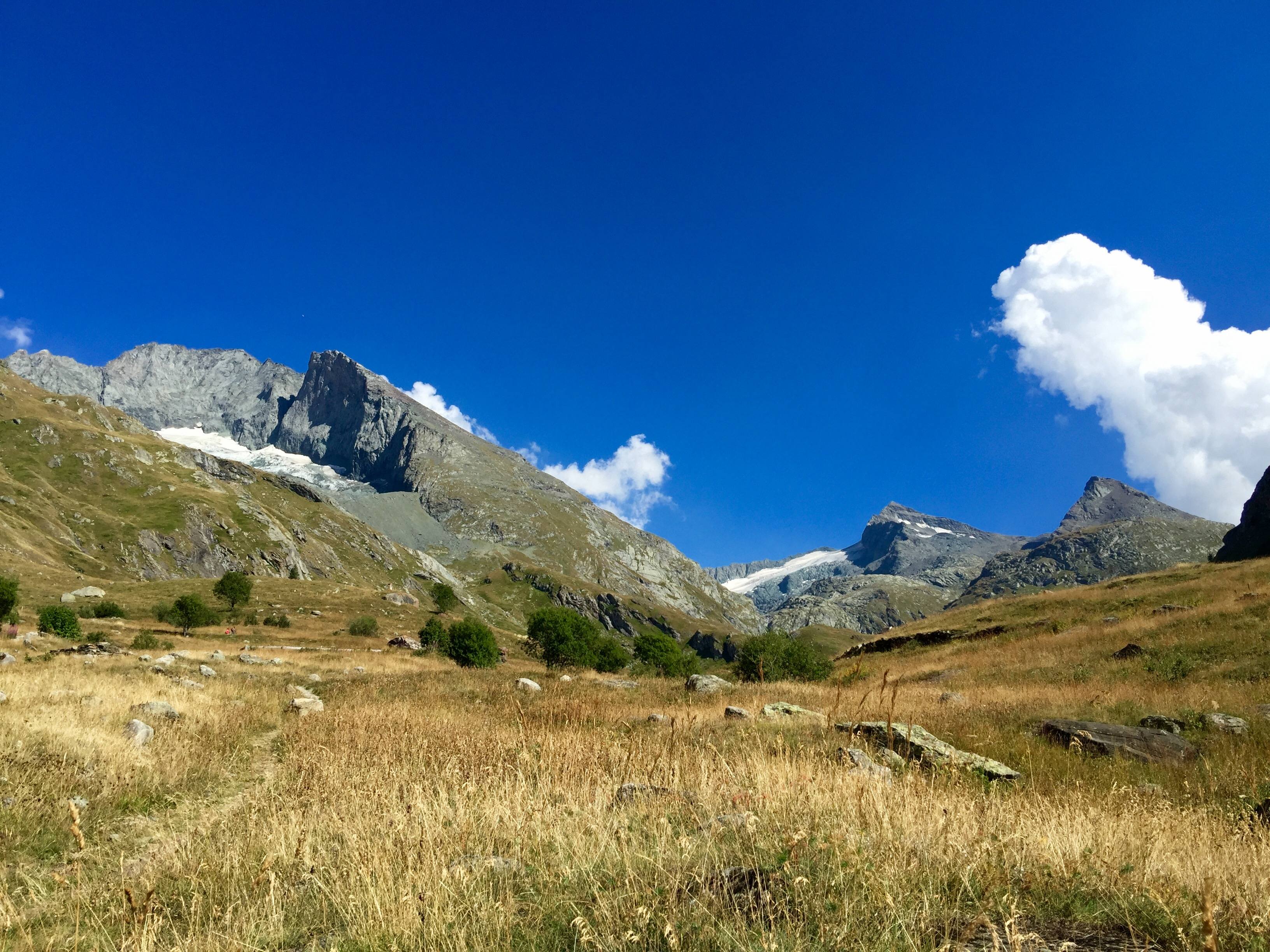
La montagne à gauche, dominant le refuge d'Avérole en France.

L'ascension de la Bessanèse a fortement mobilisé les alpinistes au XIXe siècle. En 1895, la face nord-est est vaincue par Ettore Canzio. Encore aujourd'hui le sommet reste relativement difficile.
Autour de la montagne se trouve un sentier de randonnée d'altitude dénommé le Tour de la Bessanèse permettant de réaliser une boucle autour de la Bessanèse et de l'Ouille d'Arbéron en passant par les cols de l'Autaret et de l'Audras.
La voie normale d'ascension du sommet se réalise du côté français en remontant le couloir sud de la montagne (PD). Les points de départs sont situés des deux côtés de la frontière, en France depuis la vallée et le refuge d'Avérole 2 210 mètres, en Italie depuis le Pian della Mussa 2 200 mètres au fond du val d'Ala en passant par le refuge Bartolomeo Gastaldi (it) 2 659 mètres et le col d'Arnès 3 012 mètres.
Du côté italien, il est possible d'affronter l'Éperon Murari (AD+).
Les refuges de montagne qui peuvent être utilisés comme points de départ pour l'ascension vers le sommet ou pour une visite autour de la montagne sont le refuge Bartolomeo Gastaldi (it) (2 659 mètres), le refuge Luigi Cibrario (it) (2 616 mètres) et le refuge d'Avérole (2 210 mètres).